# ليلى موران
ليلى ميشيل موران (بالإنجليزية: Layla Michelle Moran)‏ (وُلدت في 12 سبتمبر 1982)، هي سياسية بريطانية ليبرالية ديمقراطية ذات جذور فلسطينية، أصبحت عضوة في مجلس العموم عن الدائرة الانتخابية أكسفورد الغربية وأبينغدون، بعد إجراء الانتخابات البريطانية العامة 2017، حيث تم انتخابها من قبل 26.256 وأغلبية 816. وهي أول عضوة في البرلمان البريطاني من أصل فلسطيني وأول نائبة ليبرالية ديمقراطية من خلفية أقلية.

## سيرتها الذاتية

### الحياة الأولى
ازدادت ليلى موران بتاريخ 12 سبتمبر 1982 لأب بريطاني كان سفيراً لبلاده في الاتحاد الأوروبي، وأم فلسطينية مسيحية من القدس، بينما جدها الأكبر هو الموسيقار والكاتب الفلسطيني واصف جوهرية (1897-1972). وعن جذورها، قالت ليلى موران بأن جذورها الفلسطينية جعلتها تهتم بالشأن الدولي «السياسة كانت دائمًاً على طاولة العشاء». ونظراً لكون والدها ديبلوماسياً فقد تنقلت موران بين العديد من البلدان، منها بلجيكا واليونان وإثيوبيا، والأردن وجامايكا، قبل أن يستقر بها المقام في بريطانيا. وتُجيد موران إلى جانب لغتها الأم الإنجليزية كل من العربية والفرنسية واليونانية وجزءاً من الإسبانية.
وقد درست ليلى موران في كل من بروكسل وكينغستون وبرايتون، إلى أن حازت بين عامي 2000 و2003 على شهادة في الفيزياء من كلية لندن الإمبراطورية وبين عامي 2005 و2007 حصلت على شهادة الدراسات العليا من جامعة برونيل وبين 2007 و2008 على درجة الماجستير في التعليم المقارن من معهد التعليم.
وقد عملت موران بين عامي 2003 و2012 مدرسة للفيزياء والرياضيات في في ثلاث مدارس مختلفة: المدرسة الدولية في بروكسل، مدرسة كوينسميد في لندن، وكذلك مدرسة ساوث بانك الدولية في لندن. وبين عامي 2009 و2013 عملت كمعلمة دورة بدوام جزئي في دورات دراسية بأكسفورد، وهي الشركة التي تساعد معلمي وطلاب البكالوريا الدولية، ومنذ عام 2013 أصبحت مدير الأكاديمية بدوام كامل هناك. وهي أيضا مديرة مدرسة في أكسفورد.

### العمل السياسي
في عام 2009، وقبل أن يتم تعينها كمرشحة للحزب الديمقراطي الليبرالي، أعربت موران عن تفاؤلها بشأن احتمال تشكيل حكومة ائتلافية مع حزب المحافظين. وقالت لبي بي سي نيوز: «أعتقد أننا قادرون على العمل معهم، وأعتقد أنه لن يكون أمراً غبياً، ولكني أعتقد أنه سيكون علينا السيطرة عليها بقدر ما نستطيع، وأن ننتخب أنفسنا من خلفها». ومع ذلك، وبعد أن قدم زعيم المحافظين ديفيد كاميرون تصريحات علنية إلى الديمقراطيين الليبراليين، متحدثاً عن أرضية مشتركة، وإمكانية تحالف يمين الوسط، قالت «لقد تُركت في حالة صدمة خفيفة فيما حاول القيام به: جعل الجمهور يعتقد أنه لا توجد اختلافات كثيرة بين ليب ديمز والمحافظين وتخويف مؤيدينا في التصويت لهم».
وقد اُختيرت موران المرشحة الديمقراطية الليبرالية عن الدائرة الانتخابية باترسي في انتخابات المملكة المتحدة لعام 2010، وقالت لبي بي سي نيوز في ذلك الوقت «أنا مريضة تماماً مثل الجميع عن كيفية العمل السياسي في هذا البلد في السنوات الأخيرة، ونحن بحاجة لتغيير طريقة تفعيل النظام وإعطاء صوت لأولئك الناس الذين لم يتم تمثيلهم بالضرورة». وفي موقعها الانتخابي في ذلك الوقت ظهر تأكيدها:«هذه هي فرصتنا لبناء بريطانيا أكثر عدلاً لحكومة أخذتنا إلى العراق، إلى ركود، وإلى أسوأ فضيحة وستمنستر منذ عقد التسعينيات من القرن العشرين».
وفي وقت لاحق، أصبحت موران مرشحة لتجمع لندن في انتخابات عام 2012. وفي إطار الديمقراطيين الليبراليين، كانت عضوة منتخبة في لجنة العلاقات الدولية، كما شغلت منصب الرئيس المشارك السابق لجمعية المرشحين البرلمانيين.
وترشحت موران في الانتخابات التشريعية البريطانية 2017 وحصلت على حوالي 15% من الأصوات، وذلك عن دائرة أكسفورد الغربية وأبينغدون، وكانت منافستها وزيرة الصحة السابقة التي تنتمي إلى حزب المحافظين نيكولا بلاكوود. وبذلك تكون موران واحدة من 11 نائباً من جذور غير بريطانية فازوا بمقاعد في مجلس العموم. في يونيو 2017 تم تعيين موران المتحدث باسم الحزب الديمقراطي الليبرالي للتعليم والعلوم والشباب في مجلس العموم. في يونيو 2017 دعت في خطابها الأول للتمويل العادل في المدارس، وفي يوليو 2017 تحدثت عن إغلاق جميع مراكز «بداية بالتأكيد» للأطفال في أوكسفوردشاير، التي وقعت في وقت سابق من هذا العام.

## وصلات خارجية
- الموقع الرسمي